# Hualong, Guangdong
Hualong (kinesiska: 化龙) är en köping i sydöstra Kina. Den ligger i stadsdistriktet Panyu i provinshuvudstaden Guangzhou i provinsen Guangdong, omkring 21 kilometer sydost om centrala Guangzhou. Antalet invånare är 53 142. Befolkningen består av 26 707 kvinnor och 26 435 män. Barn under 15 år utgör 10,0 %, vuxna 15-64 år 82 %, och äldre över 65 år 6,0 %.